# Кривањ (врх)
Кривањ (слч. Kriváň) је планина у Високим Татрама, у Словачкој. Многи љубитељи природе су је означили као најљепши планински врх у држави. Кривањ је такође главни симбол етничког и националног активизма у претходна два вијека. Коришћен је у уметности, књижевности, филмовима, као и у документарцима. На гласању одржаном 2005. године, Кривањ је изабран да буде једна од слика на словачким новчаницама евра.

## Име
Име Кривањ први пут је записано као Криван 1639. године, изведен је из коријена Крив - што значи крив или савијен, због његовог угаоног облика када се гледа са запада или југа, окарактерисан 1639. као говеђи реп. Словачко име користи се и у другим језицима, укључујући и пољски, чија верзија имена је Кшивањ (пољ. Krzywań).

## Историја

### Надморска висина
Стациониран на видном мјесту, Кривањ се такмичи за статус највише планине у Високим Татрама, Ломничким Штитом, који доминира када се гледа са истока. У 18. вијеку 1793. Кривањ је је проглашен највећим 1793. али је то исправио Лудвиг Гренер 1837. године, прогласивши Герлаховски Штит највећим. Гренеров премјер је званично потврђен од аустријске војске 1868. Ипак, прихваћен је тек 1975. када је војни институт за географију у Бечу тражио нову ауторитативну колекцију мапа Централне Европе.
 За Кривањ се углавном говори да је највећи у карпатском ланцу, али то мишљење није подржано ниједним премјером.
Релативну надморску висину двије планине ријешио је енглески природни историчар Роберт Таунсон, који се попео на оба врха 1793. Забиљежио је:
Вријеме је било веома добро, на Кривањ сам ишао ноћу, капа је од снијега изгледала величанствено. Са 1888 јарда од села Важец, Кривањ је нешто мањи од Ломницког Штита.
Званична надморска висина која се тренутно користи за Кривањ је 2. 494 метра. Сматра се да је Кривањ од свог подножја највиши у цијелим Татрама, са 1.400 метара.

### Успон

#### Прије 1800.
Записи о минерским истраживањима у масиву Кривањ потичу из прве половине 15. вијека. Њихово присуство се повећало током златне грознице у 16. вијеку. Комерцијална експлоатација напуштена је у 18. вијеку.
Енглески природни историчар, Таусон, који се попео 1793. пружио је доказе да хе Кривањ већ био позната дестинација за туристе у другој половини 18. вијека. Његов водич из Важеца пео се на врх неколико пута раније, Таусон га је видио како узима мали новчић из камена у подножју, гдје га планинари остављају за срећу. Андреас Јонас Цирбес је званично први који се попео на Кривањ, 4. августа 1773. The first recorded ascent of Kriváň was by the Lutheran Pastor Andreas Jonas Czirbes from Spišská Nová Ves on 4 August 1773.

#### Познати
Прва славна личност која је покушала да се попење на Кривањ је Јозеф Антон Јохан Баптист надор мађарски 1806. године, али је план обустављен због лоших временских услова. Прва позната личност која се попела на Кривањ је Август Фредерик II, који се попео 1840. са својих 43 године. Гашпар Фејерпатакеј попео се са на врх са шест пријатеља, 24. септембра 1835.
Најпознатији словачки пењач, који се попео на Кривањ је Лудовит Штур, који је тада био асистент учитеља у високој школи у Братислави. У лето 1841, путовао је Словачком са својим приватним студентом уз Грчке, Принцем Аристрахосом, Милославом Хоџом и са групом локалних становника, међу којима је била и Ферепатакја Белопотоцкја, попели су се н врх Кривња 16. августа 1841. То је био први забиљежени пут да се на Кривањ попела жена.

#### Националне екскурзије
Сличан излет је без Штура одржан наредне године, а затим је одржават редовно сваке године. Организатори су те излете назвали "националним екскурзијама". Конституисане су као годишњи догађај крајем августа, од стране власти Попрада 1955. године, са циљем да одају почаст националном устанку 1944. Излет је окупио 480 људи 1981. године Данас. национални успон на Кривањ (пољ. Národný výstup na Kriváň) је дводневни догађај, који се одржава сваке године, трећег викенда у августу. Организатори су словачки туристички клуб, Матица словачка и градови Високе Татре и Липтовски Микулаш. Број учесника је ограничен на 300 у једном дану.

## Приступ
Три обиљежене руте за пјешачење до врха Кривња почињу са различитих локација, али се све спајају на 2.145 метара надморске висине. Задњих 350 метара иде по стрмом, каменитом терену, једини дио гдје могу бити потребне обје руке за одржавање равнотеже.
Три руте су:
- Рута означена плавом бојом, стартује на улици између Штбске Плесо и Прибилине. Боја је плава до 1.300 метара надморске висине.
- Рута означена зеленом бојом је на истом путу, ближе Прибилини. Зелена рута повезује се са плавом на 1.360 метара надморске висине.
- Стаза која почиње од Штбске Плесо је означена црвеном бојом, до изнад Подбанске, а код Јамске се укршта са плавом стазом, одакле прате плаву стазу до врха.[14]

Историјски кривудави путеви направљени су од стране минера, којима су служили за вуче са коњима, а коришћене су од стране планинара, укључујући и екскурзију 1841, са Лудовиком Штуром.
Многи познаваоци су Кривањ означили као најљепшу планину у Словачкој. Поглед од 360 степени са врха је један он најбољих у Словачкој. Пејзаж у распону од насељених долина у Липтову и одвојених дјелова Подхалеа до неравни на западу. Многи од великих врхова у Татрама могу се видјети са Кривња, као што су: закопане, Гевон Ломнички Штит и Герлаховски Штит, највећи врх у Карпатима. Панорама је оквирена са Западним и Ниским Татрама.

## Културне слике

### Почетни развој
Планину је споменуо Николај Гогољ у својој књизи Страшна освета, о Козачкој браћи Ивану и Петру, написаној 1832.
Након што је Гашпар Белопотоцкиј објавио исказ о свом успону на Кривањ 1835. у журналу Хроника 1837. уредник Карол Кузмани, објавио је наредне године новелу Ладислав, чији главни лик путује од Италије, преко Њемачке и Пољске и пење се на Кривањ са пријатељем. Ова два рада су можда мотивисала Лудовика Штура и пријатеље да се попењу 1841. након чега је објавио двије поеме 1942. године. Песници романтизма су показивали своје дивљење према планинама. Ежен Спарнезис назвао је Кривањ знаком домовине, Јанко Крал назвао је Словаке "дјецом Кривња". Само Чалупка је у својој поеми означио планине као симбол државе.

### Популарна култура
Утицај на интелектуалце почео је да се приписује Кривњу и слике које су стварали постепено су усвојене у популарној култури. Почетни примјер је поема Хеј, под Кривњем (слч. Hej, pod Kriváňom) од Самјуела Томашика (1813—1887), који је био до тада анонимус. Такође, ту је и пољска поема Кривањ, високи Кривањ (пољ. Krywaniu, Krywaniu wysoki!') од Казимијерза Тетмајера. Рок верзија пјесме је објављена 1972. од стране пољске рок групе Скалдовија.

### Визуелна умјетност
Кратки филм "Сјеверно лице Кривња" (слч. Severnou stenou na Kriváň; 1947) продуциран од стране Шимона Јуровског, приказује први зимски успон на Кривањ са сјеверне стране, који захтијева техничко пењање. Планина се нашла у неколико филмова, укључујући и филм "Родна земља" (слч. Rodná zem; Јозеф Мах 1954) Кривањ је био инспирација и сликарима, насликали су га: Јан Хала (слч. Ján Hála; 1946), Милош Александер Безовски (слч. Miloš Alexander Bazovský; 1956), Андреј Добош (слч. Andrej Doboš; 1967) и Ладислав Чемиски (слч. Ladislav Čemický; 1979). Улога Кривња у култури Словачке се истакла када је у гласању 2005. изабран за једну од слика за словачке новчанице евра.
- П. М. Бохун, 1849.
- Кривањ, Кривањ, 1972. омот албума
- Л. Чемицки "Испод Кривња"